# NGC 5276
NGC 5276 est une galaxie spirale barrée située dans la constellation des Chiens de chasse. Sa vitesse par rapport au fond diffus cosmologique est de 5 639 ± 15 km/s, ce qui correspond à une distance de Hubble de 83,2 ± 5,8 Mpc (∼271 millions d'al). NGC 5276 a été découverte par l'astronome irlandais R. J. Mitchell en 1856.
NGC 5276 présente une large raie HI. Selon la base de données Simbad, NGC 5276 est une radiogalaxie.
Selon E.L. Turner, les galaxies NGC 5273 et NGC 5276 forment une paire de galaxies rapprochées. La distance de Hubble de NGC 5273 est cependant beaucoup plus petite (19,08 ± 1,35 pc. Ces deux galaxies forment donc une paire purement optique.